# Roll with the Punches (Bryan Adams)
Roll with the Punches è il diciassettesimo album in studio del cantautore canadese Bryan Adams, sarà pubblicato il 29 agosto 2025, attraverso la sua etichetta indipendente, Bad Records.

## Promozione
Nel gennaio 2025, Adams tramite il suo sito ufficiale e suoi social network ha annunciato l'uscita del nuovo album, il 7 febbraio viene pubblicato il singolo Roll with the Punches, è la title track del nuovo album, composto dallo stesso Adams e da Robert John "Mutt" Lange, la canzone ha una forte cadenza rock.Il 6 marzo 2025 viene pubblicato Make Up Your Mind come secondo singolo mentre l'8 maggio 2025 viene pubblicato Never Ever Let You Go, il video musicale dedicato al singolo vede la presenza di Elizabeth Hurley,entrambi i singoli hanno ottenuto passaggi radiofonici in tutto il mondo e una rotazione costante nel Regno Unito, nella stessa data parte dal Regno Unito il Roll With The Punches Tour, riscoutendo pararei favorevli da parte degli adetti alla stampa del settore, il tour mondiale nel 2025 farà tappa in Europa, Canada e Stati Uniti d'America, toccando le più grandi arene delle rispettive nazioni, con ospiti speciali come Pat Benatar e Neil Giraldo negli Stati Uniti The Sheepdogs in Canada e Melanie C nel Regno Unito. Il 17 luglio è stato pubblicato il quarto singolo dell'album A Little More Understanding.Tutti i nuovi singoli pubblicati sono stati inseriti nella rotazione A-List di BBC Radio 2 nel Regno Unito. Verrà pubblicata un'edizione speciale contenente un secondo disco di registrazioni acustiche e un cofanetto.

## Tracce
Tutte le canzoni sono state composte da Bryan Adams.
1. Roll with the Punches – 3:32
2. Make Up Your Mind – 3:38
3. Never Ever Let You Go – 3:25
4. A Little More Understanding – 4:43
5. Life Is Beautiful – 3:03
6. Love Is Stronger Than Hate – 3:58
7. How’s That Workin’ For Ya – 2:24
8. Two Arms To Hold You – 4:00
9. Be The Reason – 2:42
10. Will We Ever Be Friends Again – 3:28

## Formazione
Di seguito sono elencati i musicisti che hanno suonato nel disco e il personale che ha collaborato alla sua realizzazione:

### Musicisti
- Bryan Adams — Voce, Chitarra acustica, Chitarra elettrica, Basso (tutte le canzoni), Percussioni (2), Organo Hammond (6, 7, 9), Tastiera (2, 4), Pianoforte (1, 6, 7), Batteria (1, 4, 10), Armonica a bocca (7), Cori (2,6,8,10)
- Keith Scott — Chitarra elettrica (1, 2, 9, 10)
- Pat Steward — Batteria (1-3)
- Robert John "Mutt" Lange — Cori (1–6, 8–10), Tastiere (1, 3, 5, 8, 10)
- Jim Vallance — Cori (4)

### Personale tecnico
- Bryan Adams — produttore
- Hayden Watson — ingegneria del suono
- Olle Romo — Ingegnere del suono  (1, 3–7, 9)
- Brian Lee e Bob Jackson — ingegneria di mastering